# Queenston
Il villaggio di Queenston si trova a 5 chilometri a nord di Niagara Falls, agglomerato alla città di Niagara-on-the-Lake.

## Geografia fisica
Secondo i geologi fu qui che si formarono, circa 12.000 anni fa, le Cascate del Niagara.

## Storia
Il villaggio fu fondato nel 1770 da un gruppo di lealisti di re Giorgio III di Gran Bretagna, dopo la ribellione delle colonie Inglesi d'America contro la Corona Inglese.
Alcuni cercarono di recuperare le loro fortune (denaro, case e terreni) confiscate dallo stato repubblicano costituitosi dopo la guerra di liberazione. Molti fuggirono in Canada perché respingevano le leggi eccessivamente democratiche della repubblica. A questi esuli vennero assegnati, dallo stato canadese, due acri di terreno a persona per consentir loro di crearsi un'occupazione e rimanere su queste terre.